# Nekrolog 1952
Nekrolog
◄◄
| ◄
| 1948
| 1949
| 1950
| 1951
| 1952 | 1953 | 1954 | 1955 | 1956 | ► | ►►
1. Quartal |
2. Quartal |
3. Quartal |
4. Quartal 
Weitere Ereignisse | Allgemeiner Nekrolog 1952
Die Beschreibung der verstorbenen Person sollte so kurz wie möglich gehalten sein und nur deren signifikante Tätigkeit(en) enthalten.
Neue Namen ggf. auch unter dem Geburts- und Sterbedatum, also etwa unter 1. Januar und im Geburts- und Sterbejahr (2024) eintragen (nur bei entsprechender großer Wichtigkeit). Für Beispiele siehe die schon vorhandenen Artikel.
Außerdem über die fünf zuletzt Verstorbenen, zu denen es einen ausreichend guten Artikel für eine Präsentation auf der Hauptseite gibt, nach der todesbedingten Überarbeitung der Artikel ggf. auch unter Wikipedia Diskussion:Hauptseite informieren und sie am besten auch in den anderen Wikipedia-Sprachversionen eintragen. Tipp: Regelmäßig bei news.google.de nach „ist tot“, „gestorben“ oder „verstorben“ suchen.
Wenn eine Person gestorben ist, gibt es viele Seiten zu dieser Person in der Wikipedia, die davon auch betroffen sind und entsprechend aktualisiert werden müssen. Beispiele: Namenübersichtsseite, Geburtsjahr, Geburtsort-Seiten und viele mehr.
Wie finde ich die betroffenen Seiten?
Im Suchfeld auf der linken Seite gibt man den Suchbegriff so ein: „Vorname Nachname“. Dann klickt man auf Volltext und alle Seiten mit entsprechendem Suchtext werden aufgerufen. Hier sieht man dann schnell, wo auch das Todesjahr Sinn macht oder sogar ein Teil des Artikels angepasst werden muss. Auch hilft das „Werkzeug“ auf der linken Seite sehr gut, um solche Seiten aufzufinden: „Links auf diese Seite“. Somit ist die Wikipedia wieder aktuell in allen Bereichen! Hinweis: bei Eintragung der Kategorie „Gestorben JAHR“ wird der Missbrauchsfilter 49 ausgelöst, was jedoch nicht schlimm ist. Siehe: Spezial:Missbrauchsfilter/49
Dies ist eine Liste von im Jahr 1952 verstorbenen bekannten Persönlichkeiten. Die Einträge erfolgen innerhalb der einzelnen Daten alphabetisch sortiert. Tiere sind im Nekrolog für Tiere zu finden.
Die Liste ist nach Quartalen aufgeteilt:
- Nekrolog 1. Quartal 1952: Januar, Februar und März
- Nekrolog 2. Quartal 1952: April, Mai und Juni
- Nekrolog 3. Quartal 1952: Juli, August und September
- Nekrolog 4. Quartal 1952: Oktober, November und Dezember

## Datum unbekannt
| Alessandro Abate                  | italienischer Maler                                                                          |        |
| Edith Andreae                     | deutsche Salonnière und Nachlassverwalterin                                                  |        |
| Nadschīb ar-Rayyis                | syrischer Journalist, Herausgeber und Ideologe                                               |        |
| Karl Axmacher                     | deutscher Maler                                                                              |        |
| Felix Batsy                       | österreichischer Autor und Sammler erotischer Schriften und Kunst                            |        |
| Albert Battel                     | deutscher Rechtsanwalt, Oberleutnant der deutschen Wehrmacht und Gerechter unter den Völkern |        |
| Richard Bell                      | britischer Arabist                                                                           |        |
| Waldemar Beyer                    | deutscher Bibliothekar, Polizeibeamter und SS-Führer                                         |        |
| Auguste Bluysen                   | französischer Jugendstilarchitekt                                                            |        |
| Ambrose B. Broadbent              | US-amerikanischer Politiker                                                                  |        |
| Heinrich de Buhr                  | deutscher Politiker (SPD), Kreisvorsitzender von Dithmarschen                                |        |
| Bernhard Butzke                   | deutscher Bildhauer                                                                          |        |
| Adolf Cerný                       | tschechischer Publizist, Slawist, Sorabist                                                   |        |
| Theo Champion                     | deutscher Maler                                                                              |        |
| Niels Christensen                 | dänisch-amerikanischer Erfinder                                                              |        |
| Lewis Warrington Chubb            | US-amerikanischer Ingenieur und Erfinder                                                     |        |
| Jean Dayre                        | französischer Romanist, Italianist, Kroatist und Lexikograf                                  |        |
| Rudolf Diwald                     | österreichischer Tischtennisspieler                                                          |        |
| Werner Ellenberger                | Schweizer Manager                                                                            | ≈55    |
| Hans Eltze                        | deutscher Rüstungsunternehmer                                                                |        |
| Memduh Şevket Esendal             | türkischer Schriftsteller und Diplomat                                                       |        |
| Friedrich Fellenberg              | deutsch-schweizerischer Lebensreformer                                                       |        |
| Johannes Felsch                   | deutsch-chilenischer Geologe                                                                 |        |
| Martin Feuchtwanger               | deutscher Schriftsteller, Journalist und Verleger                                            |        |
| Peter Flanagan                    | australisch Rugby-Union-Spieler                                                              |        |
| Fritz Friedrich                   | deutscher Pädagoge                                                                           |        |
| Gilbert Fuchs                     | deutscher Eiskunstläufer, Forstwissenschaftler, Zoologe und Entomologe                       |        |
| Oscar Geier                       | deutscher Komponist                                                                          |        |
| Willy Geisler                     | deutscher Komponist                                                                          |        |
| Gottfried Grandel                 | deutscher Industrieller                                                                      |        |
| Robert Grastorf                   | deutscher Ingenieur und Bauunternehmer                                                       |        |
| Oskar Grissemann                  | österreichischer Ingenieur                                                                   |        |
| Halfdan M. Hanson                 | US-amerikanischer Architekt                                                                  |        |
| Hermann Hauser                    | süddeutscher Gitarrenbauer                                                                   |        |
| Johan Henningsen                  | grönländischer Landesrat                                                                     |        |
| Lionel Charles Hopkins            | britischer Sinologe                                                                          |        |
| Wilhelm Jahn                      | deutscher Polizeibeamter und SA-Führer                                                       |        |
| Arnold Kalle                      | deutscher Offizier, Diplomat und Politiker (DVP)                                             |        |
| Filippos Karvelas                 | griechischer Turner                                                                          |        |
| Friedrich Kiefer                  | deutscher Verwaltungsjurist                                                                  |        |
| Federico Kleger                   | argentinischer Leichtathlet                                                                  |        |
| Julius Koch                       | deutscher Maler und Graphiker                                                                |        |
| Karl Kutschera                    | österreichischer Prähistoriker                                                               |        |
| Bernardo Lacasia                  | chilenischer Jazzmusiker                                                                     |        |
| Friedrich Leppmann                | deutscher Psychiater und Gefängnisarzt                                                       |        |
| Helge Liljebjörn                  | schwedischer Fußballspieler und -trainer                                                     |        |
| John Lindsay-Theimer              | österreichisch-deutscher Komponist von Unterhaltungsmusik                                    |        |
| Mabuni Kenwa                      | japanischer Karatemeister                                                                    |        |
| Bruno Moeller                     | deutscher Reichsbahnbeamter                                                                  |        |
| Emil Müller-Sturmheim             | österreichischer Schriftsteller, Antifaschist und Freimaurer                                 |        |
| Wilhelm Müseler                   | deutscher Reiter und Kunstschriftsteller                                                     |        |
| Otto Ludwig Naegele               | deutscher Graphiker, Illustrator und Maler                                                   |        |
| Richard Harold Naylor             | britischer Astrologe und Journalist                                                          |        |
| Josef Grigorjewitsch Neman        | sowjetischer Flugzeugkonstrukteur                                                            |        |
| Red Newman                        | kanadischer Komiker und Sänger                                                               |        |
| Hugo Oehme                        | deutscher Maler und Graphiker                                                                |        |
| Hans-Ferdinand Oppenheim          | Verfolgter des Naziregimes, Hochschullehrer und VVN-Mitglied                                 |        |
| Henri-Paul Pellaprat              | französischer Koch und Verfasser eines Kochbuches                                            |        |
| K. Berry Peterson                 | US-amerikanischer Jurist und Politiker                                                       |        |
| Gonçalo Pereira Pimenta de Castro | portugiesischer Gouverneur                                                                   |        |
| Joseph Peslmüller                 | deutscher Bassist und Kapellsänger                                                           |        |
| Max Pietschmann                   | deutscher Maler und Grafiker                                                                 |        |
| William Pimm                      | britischer Sportschütze                                                                      |        |
| Ludovic Rodolphe Pissarro         | französischer Maler                                                                          |        |
| Franz Xaver Pitzer                | sozialdemokratischer Politiker                                                               |        |
| Paul Polte                        | deutscher Bildhauer und Restaurator                                                          |        |
| John Alfred Prestwich             | britischer Ingenieur                                                                         |        |
| Gabriele Preziosi                 | italienischer Diplomat                                                                       |        |
| Fritz Räcke                       | deutscher Kommunalpolitiker (SPD)                                                            |        |
| Elijahu Rappeport                 | österreich-ungarischer Philosoph, Schriftsteller, Poet und Theologe                          |        |
| Hugo Reinhart                     | deutscher Journalist                                                                         |        |
| Edgar Richter                     | österreichischer Sänger                                                                      |        |
| Herbert von Richthofen            | deutscher Diplomat                                                                           |        |
| William D. Robbins                | Bürgermeister von Toronto (November 1936 – Januar 1938)                                      |        |
| John August Roebling II.          | US-amerikanischer Unternehmer, Finanzier und Philanthrop                                     |        |
| Ludwig Max Roth                   | deutscher Maler                                                                              |        |
| Max Schirner                      | deutscher Sportfotograf                                                                      |        |
| Hermann Schmitz                   | deutscher Reichsgerichtsrat                                                                  |        |
| Moe Sedway                        | US-amerikanischer Mobster                                                                    |        |
| Cornelius Shea                    | US-amerikanischer Drehbuchautor                                                              |        |
| Sofia Spanoudi                    | griechische Pianistin, Musikpädagogin, -kritikerin und -wissenschaftlerin                    | ˜74    |
| William A. Spicer                 | Geistlicher der Siebenten-Tags-Adventisten                                                   |        |
| Emmerich Spielmann                | österreichischer Architekt                                                                   |        |
| Otto Stadelmann                   | deutscher Jurist                                                                             |        |
| Christo Stanischew                | bulgarischer Freiheitskämpfer                                                                |        |
| Georg Stauber                     | deutscher Maschinenbauingenieur                                                              |        |
| Paul Stenig                       | deutscher Jurist                                                                             |        |
| Eugen Szatmari                    | ungarischer Schriftsteller und Journalist                                                    |        |
| Tagdrag Ngawang Sungrab Thutob    | Regent von Tibet (1941–1950)                                                                 |        |
| Louis Valtat                      | französischer Maler                                                                          |        |
| Günter Wagner                     | deutscher Anthropologe und Afrikanist                                                        |        |
| Thekla Waitz                      | Mitbegründerin der Tübinger Volksbibliothek                                                  |        |
| Raoul Wallenberg                  | schwedischer Diplomat                                                                        | 39 (?) |
| Rolf Weinstock                    | deutscher NS-Verfolgter und Schriftsteller                                                   |        |
| Allen West                        | US-amerikanischer Tennisspieler                                                              |        |
| Jakob Wöber                       | deutscher Jurist                                                                             |        |
| Johannes Ziertmann                | deutscher Architekt und Baubeamter                                                           |        |